# 淮河特大桥 (京沪客运专线)
淮河特大桥是位于京沪高速铁路在安徽宿州至蚌埠段的一座高架桥，是京沪高铁第四长桥，位于宿州东站和蚌埠南站之间，于蚌埠市跨越淮河。全桥共有各类桥跨2111孔，最大桥跨距96米。 它于2010年竣工并于次年6月投入使用。